# Thelaxes suberi
Thelaxes suberi är en insektsart. Thelaxes suberi ingår i släktet Thelaxes och familjen långrörsbladlöss. Inga underarter finns listade i Catalogue of Life.